# موت المؤلف
موت المؤلف هي مقالة كتبها الناقد الأدبي والمنظر الفرنسي رولان بارت (1915-1980) عام 1967. يجادل بارت في مقالته ضد ممارسات النقد الأدبي التقليدي في تضمين المعنى ونصوص السيرة الذاتية في النص المترجم، ويجادل بدلاً عن ذلك بأن الكتابة والمؤلف غير مرتبطين. العنوان، هو نتاج لـ (لي مورتي دي أوثر),  وهي مجموعة قصص صغيرة من (أسطورة آرثر) من القرن الخامس عشر، كتبت من قبل سير ثوماس مالوري.

## تاريخ النشر
نشرت المقالة في اللغة الإنجليزية للمرة الأولى في المجلة الأمريكية (أسبين), العدد 5-6 عام 1967م، الظهور الفرنسي الأول لها كان في مجلة (مانتيا) العدد الخامس عام 1968م. ظهرت المقالة لاحقاً في مجموعة شعرية لمقالات بارت، وهي النص الموسيقي المصور عام 1977م، وهو عبارة عن كتاب تضمن مقالته «من العمل إلى النص».

## المحتوى
في مقالته، يجادل بارت ضد أساليب القراءة والنقد، التي تعتمد على جوانب من هوية المؤلف لاستخراج المعنى من أعمال المؤلف، في هذا النوع من النقد ضد ما يجادله؛ تعمل الخبرات وانحيازات الكاتب بمثابة شروحات نهائية للنص، ومع ذلك بالنسبة لبارت فان أسلوب القراءة هذا، يبدو مرتبا ومريح، لكنه في الواقع سيء ومغلوط؛ لإعطاء مؤلف نص «وتعيين تفسير واحد مطابق له» هو فرض حد لذلك النص ". وهكذا وفقا لبارت يجب على القراء فصل أعمال الأدب عن مؤلفيها، لكي يحرر النص من التفسير الاستبدادي (فكرة شبيهة بمناقشة إريك أورباخ عن السرد الاستبدادي في المواعظ التوراتية). ويحتوي كل جزء من الكتابة على طبقات معاني عديدة، وقد رسم بارت علاقة تشابه بين النص والنسيج، إذ طرح باقتباسه المعروف "النص عبارة عن نسيج أو (قماش) للاقتباسات، مستمد من عدد لا يحصى من مراكز الثقافة بدلا من تجربة فردية واحدة. المعنى الرئيسي للعمل يعتمد على انطباعات القارئ عوضا عن شغف أو أذواق الكاتب، ولا تعتمد وحدة النص على أصوله أو مبتكرة إنما على غايته ومتلقيه. حيث لم يعد التركيز على التأثير الإبداعي، فالمؤلف هو مجرد (سيناريو) (كلمة يستخدمها بارت بشكل رئيسي لتعطيل الاستمرارية التقليدية لقوة بين مصطلح المؤلف والسلطة), يوجد الكاتب المسرحي لإنتاج وليس لتوضيح العمل ويولد مع النص في آن واحد.ولا يتجاوز بأي حال من الأحوال متجها مع كونه متجهز لما سبق أو متجاوز الكتابة وهو ليس موضوع مع الكتاب كما هو متنبأ به.كتب كل عمل بشكل أدبي هنا، والآن مع كل إعادة قراءة لان الأصل بالمعنى يكمل بشكل مقصور على اللغة نفسها وانطباعاتها للقراء.
ويلاحظ بارت ان النهج النقدي التقليدي للأدب يثير مشكلة شائكة، فكيف يمكننا أن نكتشف بالضبط ما مقصد الكاتب؟ إجابته كانت اننا لا نستطيع. وهو يقدم فكره النية هذه في المقالة على المقال، واخذت من قصة اونوريه دي بلزاك «ساراسين» التي يخطأ فيها البطل الذكر بغناء الكاستراتو (نوع من الاغاني يقوم الذكر بغنائها لانثى يريدها) لمرأة وتقع في حبه. في الفقرة عندما تنفض الشخصية على رجولته المتصورة يتحدى بارت قرّاءه  لتحديد من المتحدث وعن ماذا.هل هو بالزاك الكاتب، يدافع عن افكار «ادبيه» في الانوثة؟ هل هي حكمة عالمية؟ ام هل هو علم نفس رومانسي؟ لا يمكننا أن نعرف. الكتابة «المدمرة لكل صوت»، تتحدى الالتزام للتفسير الواحد أو الانطباعات  (وقد عاد بارت إلى ساراسين في كتابه س/ز).

## المؤثرات ونظرة عامة
توقعت مدرسة النقد الحديث الأفكار التي عرضت في مقالة «موت المؤلف» إلى حد ما، وهي عبارة عن مدرسة للنقد الأدبي كان لها أهمية كبيرة في الولايات المتحدة منذ عام 1940- 1970 م. تختلف مدرسة النقد الحديث عن نظرية بارت في القراءة النقدية. لانها كانت تحاول الوصول إلى تفسيرات أكثر وثوقا للنص. وبالرغم من ذلك، أعلن المبدأ الحاسم لمدرسة النقد الحديث لـ «المغالطة المتعمدة» أن القصيدة لا تنتمي إلى مؤلفها. ولكنها في الواقع «مفصولة عن المؤلف منذ نشأتها وتتخطى حدود قوة العالم لتحديد ماهيتها أو التحكم بها. وبهذا تنتمي القصيدة للعامة من الناس». أشار بارت بنفسه إلى أن الاختلاف بين نظريته ونظربة مدرسة النقد الحديث يأتي في «ممارسة التفكيك». يمتلك عمل بارت الكثير من القواسم المشتركة مع الأفكار «لمدرسة ييل» النقدية التفكيكية، والتي تشكلت فيما بين مؤيديها«باول دي مان» و «باربرا جونسون» عام 1970م، بالرغم من أنهم لا يميلون إلى فهم المعنى كما أنتجه المؤلف. بارت، مثلما الحركة التفكيكية، يؤكد على طبيعة النص غير المترابطة، من حيث خصائصه في المعنى، وعدم تطابقه، وانقطاعه، وانكساره. تعرض مقالة أ. د. نوتال «هل قصد مورسول قتل العربي؟ المغالطة المتعمدة» (الفصيلة الحرجة 10:1-2, حزيران 1968م صفحة رقم 95-106) الأخطاء المنطقية التي في جدال «المغالطة المتعمدة».
فكرة حركة مابعد البنيوية التشكيكية عن الهوية الفردية، كان لها أهمية لبعض أعمال الأكاديميين في النظرية النسوية والنظرية الغريبة. وجد هؤلاء الكتّاب في أعمال بارت ما يسمى ضد الأبويّة (ضد البطريركية), ومكافحة للسلالة التقليدية بأنها حساسة لأعمالهم النقدية. فقد فسّروا «موت المؤلف» على أنه عمل لا يلغي التفسير النقدي المستقر فقط، بل أيضاً يلغي الهوية الشخصية المستقرة.
تناول ميشيل فوكو أيضاً قضايا المؤلف في التفسير النقدي. طوّر فكرة «وظيفة المؤلف» في مقالته «ماهو المؤلف؟» عام 1969م. لتوضيح المؤلف على أنه مبدأ للتصنيف ضمن تشكيل منطقي محدد. لم يذكر فوكو بارت في مقالته، ولكن تمت رؤية تحليلها على أنه تحدي لوصف بارت للتقدم التاريخي الذي سوف يحرر القارئ من سيطرة المؤلف.
أدّى جاك دريدا تحية ساخرة لرواية بارثيس «موت المؤلف» في مقالته «موت رونالد بارثيس».
وخصص المنظر الأدبي سين بيرك كتاب كامل في معارضة «موت المؤلف» ودعا بشدة إلى «موت وعودة المؤلف».
جي. سي. كارلير، في مقالة «رونالد بارثيس، قيامة المؤلف واسترداد السيرة الذاتية» (كامبريدج الفصلية 4:29, 2000, صفحة رقم 381-393)  يناقش أن مقالة «موت المؤلف» عبارة عن اختبار مصداقية للكفاءة النقدية. الذين يتخذونها بشكل حرفي يفشلون بشكل تلقائي في الاختبار. أما الذين يتخذونها بشكل ساخر ويدركون معنى الخيال الساخر، هم الذين يجتازون الاختبار. كان بارت يسخر من الأفكار المبتذلة التي كان على المؤلف تجاهلها. لا يمكن انتقاد التفسير منطقياً، كما في مقالة بارت التي أٌخذت حرفياً، تقول بأن المقالة تعني ما يمكن لأي قارئ اختياره من معنى. ان القول بأن بارت لم يكن يقصد لمثل هذا المعنى أن يظهر المعنى الحرفي للمقالة، وأن يحتكم إلى الافكار التقليدية بالهوية الاستمرارية للمؤلفين. ليس غريبا أن بارت وقّع هذه المقالة وطالب بحقوق النشر، وهو بذلك يكون قد أعاد التأكيد على الفكرة التقليدية للتأليف.